# Laus tibi, Christe

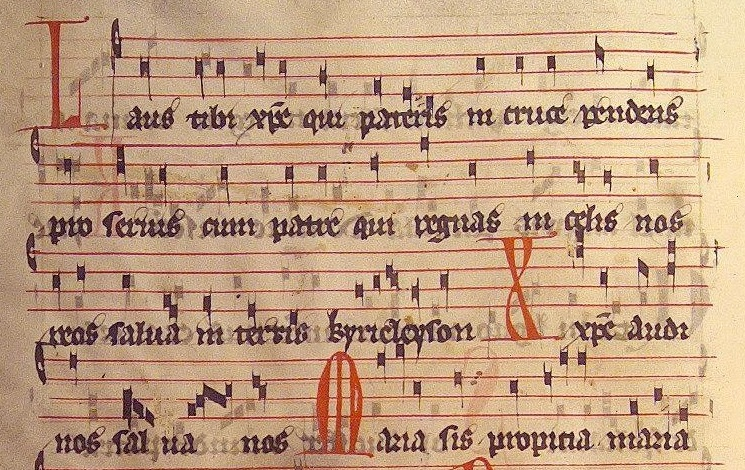
Laus tibi, Christe in einem benediktinischen Antiphonale um 1400

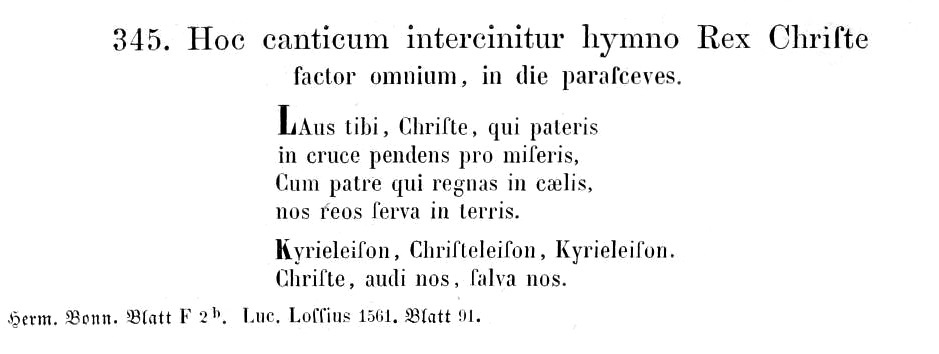
Edition des lateinischen Textes bei Philipp Wackernagel (1863)

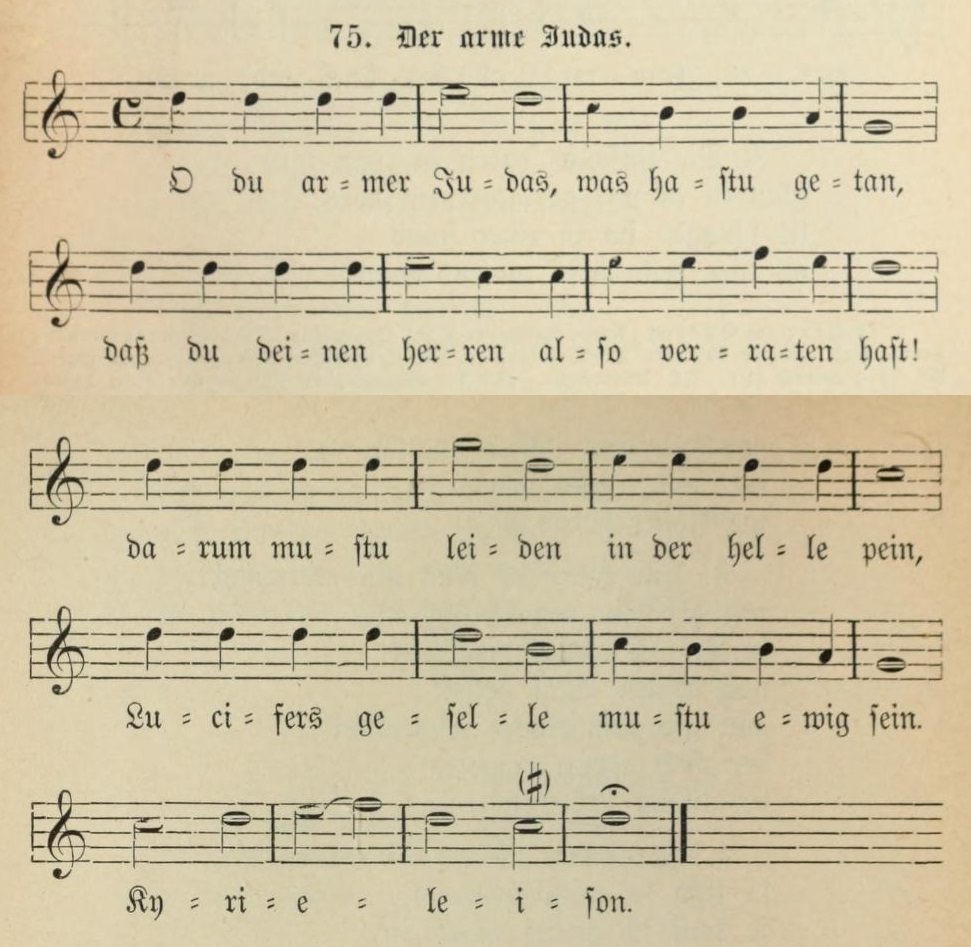
O du armer Judas, Edition von Rochus von Liliencron

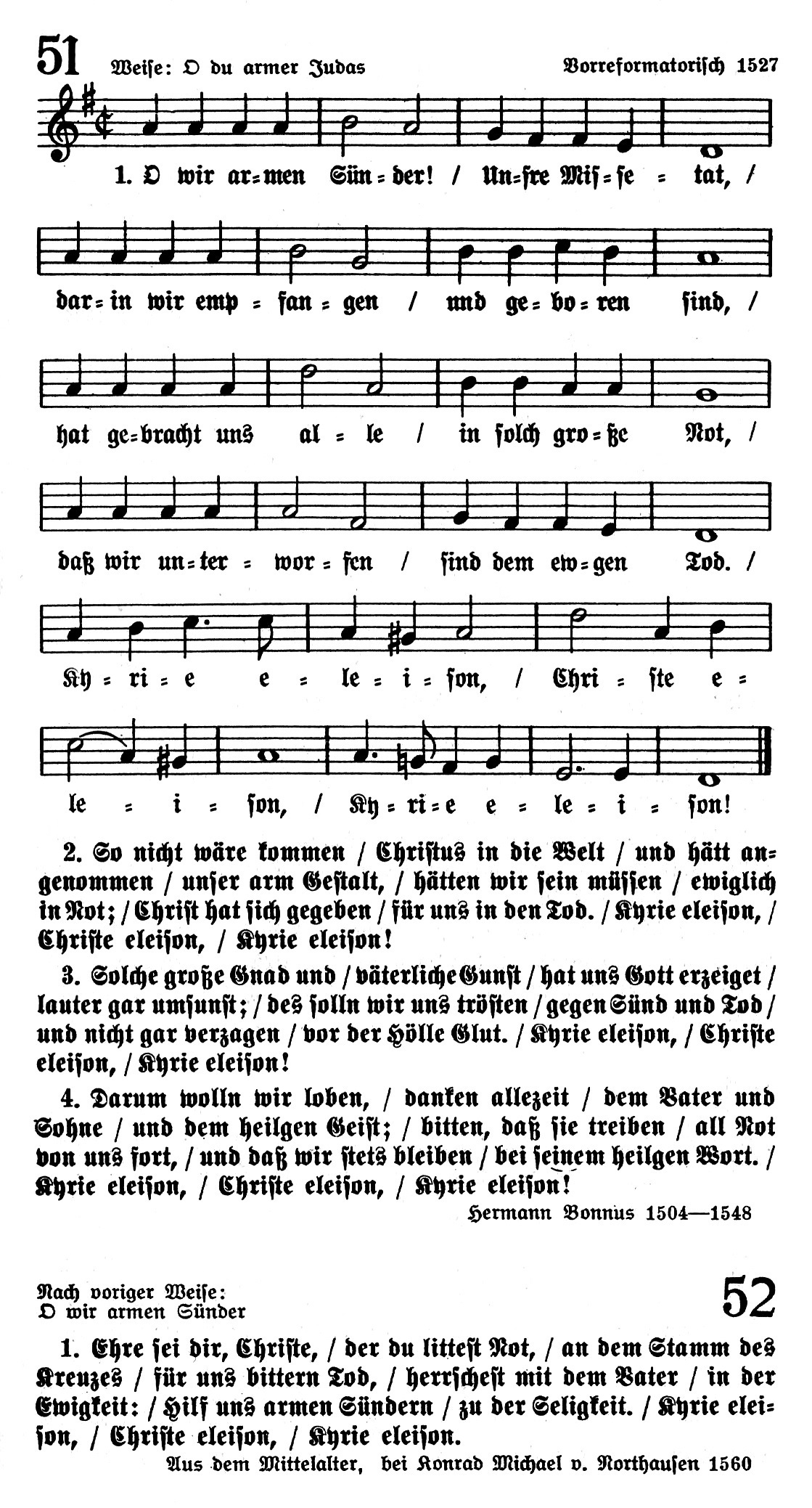
O wir armen Sünder und Ehre sei dir, Christe in Otto Riethmüllers Jugendgesangbuch Ein neues Lied (1932)

Laus tibi, Christe, qui pateris („Lob dir, Christus, der du leidest“) ist eine mittelalterliche lateinische Liedstrophe für die Karwoche. Sie ist fast gleichzeitig, mit derselben Melodie, auch als deutsche Leise Ehre sei dir, Christe, der du littest Not bezeugt. Aus den zahlreichen mehrstrophigen Fassungen des Spätmittelalters erlangte die Strophe O du armer Judas, was hast du getan herausragende Popularität. Im evangelischen Kirchengesang ist das Lied bis heute durch die Fassung von Hermann Bonnus O wir armen Sünder! Unsre Missetat präsent.

## Überlieferungsgeschichte

### Laus tibi, Christe – Ehre sei dir, Christe
Der früheste Beleg des lateinischen Laus tibi, Christe findet sich beim Mönch von Salzburg um 1350. Sprachliche Indizien sprechen dafür, dass die – etwas später belegte – deutsche Leise Ehre sei dir, Christe die Vorlage war und möglicherweise in Böhmen ins Lateinische übersetzt wurde. Die Strophe gehört damit neben Christ ist erstanden zur ältesten Schicht des deutschsprachigen Kirchengesangs und ist die Keimzelle aller späteren Passionsdichtung. Sie diente als Kehrvers des Volkes zum Hymnus Rex Christe, factor omnium in den Trauermetten am Gründonnerstag, Karfreitag und Karsamstag.
Mit der ehrenden Anrufung Jesu, dem Gedächtnis seines Leidens und Sterbens „für uns“ („pro miseris“), dem Bekenntnis seiner Allherrschaft und der Bitte um die von ihm erwirkte Seligkeit kann die Strophe als eine Kurzformel des christlichen Glaubens gelten.

### O du armer Judas
Zu der einprägsamen Melodie entstanden noch im 14. Jahrhundert neue Strophen und Strophenreihen über das Leiden Jesu, wohl ursprünglich im Zusammenhang der Passionsspiele. Eines dieser Lieder, Eya der großen Liebe, endete mit der Strophe O du armer Judas. Diese verselbstständigte sich, wurde auf Latein (O tu miser Juda) dem Laus tibi, Christe angefügt und auf Deutsch mit verschiedenen anderen Strophen kombiniert und auch allein tradiert:
O du armer Judas, was hast du getan,
dass du deinen Herren also verraten hast!
Darum musst du leiden in der Hölle Pein,
Luzifers Geselle musst du ewig sein.
Kyrieleison.
Im 15. und 16. Jahrhundert war die Strophe so populär, dass die Melodie mit diesem Text identifiziert und nach ihm benannt wurde. Als im Jahr 1490 der Kaisersohn Maximilian mit seinem Hofstaat die Donau hinabfuhr und die Reichsstadt Regensburg ihm nicht die Tore öffnete, sollen die Musiker auf dem Schiff auf Befehl Maximilians die Judas-Melodie geblasen haben, und alle Hörer wussten, was gemeint war. Spottverse im gleichen Versmaß mit Anfängen wie „O du armer …“, „O du arger …“ entstanden bei zahllosen Anlässen des öffentlichen Lebens, nicht zuletzt im Zuge der Reformationspolemiken.
Noch bis ins 17. Jahrhundert bedeuteten die Redewendungen „einem den armen Judas singen“ ihn verhöhnen und „den armen Judas singen müssen“ in beklagenswerter Not stecken.

### O wir armen Sünder
Eine lutherische Adaption des Liedes schuf Hermann Bonnus 1542. Die Anfangszeile „O wir armen Sünder! Unsre Missetat“ ist eine beabsichtigte Kontrafaktur zu „O du armer Judas, was hast du getan“. Die folgenden fünf lehrhaften Strophen entwickeln die lutherische Rechtfertigungslehre. Den Abschluss bildet das alte Ehre sei dir, Christe. 
Das Lied blieb im Schatten anderer reformatorischer und barocker Passionslieder. Es fehlt im Deutschen Evangelischen Kirchen-Gesangbuch von 1854 und im Deutschen Evangelischen Gesangbuch von 1915. Otto Riethmüller nahm vier von Bonnus’ Strophen sowie, als eigenständiges Lied, das Ehre sei dir, Christe in sein Jugendgesangbuch Ein neues Lied (1932) auf. Das Evangelische Kirchengesangbuch brachte dann Bonnus’ vollständigen Text mit geringen sprachlichen Anpassungen. Für das Evangelische Gesangbuch wurde eine dreistrophige Fassung geschaffen, die mit dem alten Ehre sei dir, Christe beginnt und Bonnus’ Strophen 3 und 6 enthält.
Im Gotteslob (1975) findet sich das einstrophige Ehre sei dir, Christe in leicht abweichender Melodiefassung als Lied zur Eröffnung der fünften Reihe der Messgesänge (Nr. 499); es ist dort als ö-Lied gekennzeichnet. Im Gotteslob (2013) einschließlich der diözesanen Eigenteile fehlt es.

## Text im Evangelischen Kirchengesangbuch und im Evangelischen Gesangbuch
| EKG (1950) Nr. 57 | EG (1993) Nr. 75 |
| 1. O wir armen Sünder! Unsre Missetat, darin wir empfangen und geboren sind, hat gebracht uns alle in solche große Not, dass wir unterworfen sind dem ewigen Tod. Kyrie eleison, Christe eleison, Kyrie eleison. 2. Aus dem Tod wir konnten durch unsr eigen Werk nimmer werdn gerettet, die Sünd war zu stark; dass wir würdn erlöset, so konnts nicht anders sein, denn Gotts Sohn musst leiden des Todes bittre Pein. Kyrie eleison, Christe eleison, Kyrie eleison. 3. So nicht wär gekommen Christus in die Welt und hätt angenommen unser arm Gestalt und für unsre Sünde gestorben williglich, so hätten wir müssen verdammt sein ewiglich. Kyrie eleison, Christe eleison, Kyrie eleison. 4. Solche große Gnad und väterliche Gunst hat uns Gott erzeiget lauterlich umsonst in Christo, seim Sohne, der sich gegeben hat in den Tod des Kreuzes zu unsrer Seligkeit. Kyrie eleison, Christe eleison, Kyrie eleison. 5. Des solln wir uns trösten gegen Sünd und Tod und ja nicht verzagen vor der Höllen Glut; denn wir sind gerettet aus aller Fährlichkeit durch Christ, unsern Herren, gelobt in Ewigkeit. Kyrie eleison, Christe eleison, Kyrie eleison. 6. Darum wolln wir loben, danken allezeit dem Vater und Sohne und dem Heilgen Geist; bitten, dass sie wollen behüten uns hinfort, und dass wir stets bleiben bei seinem heilgen Wort. Kyrie eleison, Christe eleison, Kyrie eleison. 7. Ehre sei dir, Christe, der du littest Not, an dem Stamm des Kreuzes für uns bittern Tod, herrschest mit dem Vater in der Ewigkeit: hilf uns armen Sündern zu der Seligkeit. Kyrie eleison, Christe eleison, Kyrie eleison. | 1. Ehre sei dir, Christe, der du littest Not, an dem Stamm des Kreuzes für uns bittern Tod, herrschest mit dem Vater in der Ewigkeit: hilf uns armen Sündern zu der Seligkeit. Kyrie eleison, Christe eleison, Kyrie eleison. 2. Wäre nicht gekommen Christus in die Welt und hätt angenommen unser arm Gestalt und für unsre Sünden gestorben williglich, so hätten wir müssen verdammt sein ewiglich. Kyrie eleison, Christe eleison, Kyrie eleison. 3. Darum wolln wir loben, danken allezeit dem Vater und Sohne und dem Heilgen Geist; bitten, dass sie wollen behüten uns hinfort, und dass wir stets bleiben bei seinem heilgen Wort. Kyrie eleison, Christe eleison, Kyrie eleison. |

## Melodie
Die Melodie hat durch die vierfachen Tonrepetitionen am Beginn jeder Zeile einen einprägsamen, deklamatorischen Charakter. Unterschiede in der überlieferten Gestalt ergeben sich aus der variierenden Zahl der abschließenden Kyrie-Rufe sowie durch Anpassungen an auftaktige bzw. auftaktlose Textzeilen. Im 15. und 16. Jahrhundert gehörte sie zu den bekanntesten Singweisen („O du armer Judas“). Aber schon im Schaffen Johann Sebastian Bachs kommt sie nur noch am Rand vor.